# Vụ đánh bom căn cứ Liên Phi tại Mogadishu 2009
Vụ đánh bom căn cứ Liên Phi tại Mogadishu vào Chủ Nhật ngày 22 tháng 2 năm 2009, là cuộc tấn công đẫm máu nhất được tiến hành bởi Al-Shabbaab nhắm vào căn cứ của Sứ mệnh Liên Phi đến Somalia trong thủ đô Mogadishu của Somalia. Thành phần phiến quân Hồi giáo đã hạ sát 11 binh sĩ Burundi thuộc lực lượng bảo vệ hòa bình Liên Phi, và 15 người bị thương nặng.

## Bối cảnh
Somalia luôn trong tình trạng bất ổn và chiến tranh tràn lan trong vòng 18 năm trước đó với thành phần phiến quân Hồi Giáo mở cuộc tấn công vào chính quyền từ hai năm trước đó. Hơn 16.000 thường dân đã bị thiệt mạng kể từ đầu năm 2007 và một triệu người phải rời bỏ nhà cửa đi lánh nạn.
Trong khi một số nhóm phiến quân lúc này hứa ủng hộ chính phủ mới do một nhân vật Hồi Giáo ôn hòa, ông Sheikh Sharif Ahmed, lãnh đạo, thành phần thuộc nhóm quá khích Shabbaab, nói rằng sẽ tiếp tục chiến đấu. Tân bộ trưởng Nội vụ Somalia, ông Omar Hashi Aden, nói rằng chính phủ muốn lực lượng bảo vệ hòa bình ở lại quốc gia này và sẽ "nhanh chóng có phản ứng với cuộc tấn công dã man này."

## Vụ đánh bom
Theo phía Liên minh châu Phi (viết ngắn là Liên Phi), một khu nhà dùng làm chỗ ở của lính Burundi đã trúng đạn súng cối. Tuy nhiên, phía phiến quân Hồi giáo nói rằng hai tay khủng bố tự sát, với một người lái xe chở đầy chất nổ, đã mở cuộc tấn công. Các nhân chứng thấy một chiếc xe chạy thật nhanh về phía cổng rồi sau đó nghe thấy tiếng nổ lớn với cột khói bốc cao. Lực lượng bảo vệ hòa bình của Liên Phi ở Somalia, gồm khoảng 3.500 quân, cũng có các binh sĩ từ Uganda.